# Amsacta luteomarginata
Amsacta luteomarginata là một loài bướm đêm thuộc phân họ Arctiinae, họ Erebidae.